# Krmarica
Krmarica je gorski potok, ki teče po dolini Krma v Julijskih Alpah. Potok je hudourniškega značaja in ob izteku doline ponikne. Njegove vode se v bližini zaselka Zgornja Radovna skupaj z vodami potoka Kotarica zberejo kot izvir reke Radovne.